# Jana Mittún
Jana Mittún (født 24. november 2003 i Tórshavn, Færøerne) er en kvindelig færøsk håndboldspiller der spiller for den danske klub Viborg HK i Damehåndboldligaen og Færøernes kvindehåndboldlandshold.
I sommeren 2023 skiftede hun til den danske ligaklub Viborg HK, med hvem hun spillede for i to sæsoner. Mittún var desuden med til at kvalificere Færøernes kvindelandshold til dets første EM-slutrunde nogensinde ved EM i Schweiz, Ungarn og Østrig.
Hun er søster til Pauli Mittún og Óli Mittún, der begge spiller professionel håndbold. Derudover er hun kusine til THW Kiel-spilleren Elias Ellefsen á Skipagøtu.